# Telocricus major
Telocricus major är en mångfotingart som beskrevs av Chamberlin 1915. Telocricus major ingår i släktet Telocricus och familjen storjordkrypare.
Artens utbredningsområde är Kuba. Inga underarter finns listade i Catalogue of Life.